# Aldona Aleškevičienė-Statulevičienė
Aldona Džiugaitė-Aleškevičienė-Statulevičienė (Džiugai, 1 de enero de 1936 – Vilna, 24 de febrero de 2017) fue una matemática lituana, especializada en la teoría de la probabilidad.

## Biogradía
Se graduó en la Universidad de Vilna como Doctora en Física y Matemáticas en 1964 y trabajó en el Instituto de las Matemáticas e Informática hasta 2010.También fue jefa del equipo de investigación del Instituto de Matemáticas e Informática en la Academia de Ciencias de Lituaniade 1989 a 2010. Consiguió el doctorado en la Academia de Ciencias de Uzbekistán.
Su trabajo más importante es sobre los teoremas de límite de la teoría de la probabilidad, teoremas integrales demostrados de teoremas de límites locales e integrales para cadenas de Markov, grandes desviaciones de la suma de la suma de sumas aleatorias y la suma de cantidades de vectores aleatorios. Había determinado la distribución aleatoria de las distribuciones de los límites de tiempo locales y las estimaciones de la tasa de convergencia.